# Estonian International 2005
Die Estonian International 2005 im Badminton fanden in Tallinn vom 4. bis zum 5. Juni 2005 statt.

## Austragungsort
- Kalevi Spordihalis, Juhkentali 12

## Sieger und Platzierte
| Disziplin    | Gold                                   | Silber                           | Bronze                        |
| ------------ | -------------------------------------- | -------------------------------- | ----------------------------- |
| Herreneinzel | Jean-Michel Lefort                     | Kristian Midtgaard               | Petri Hyyryläinen             |
| Herreneinzel | Jean-Michel Lefort                     | Kristian Midtgaard               | Kęstutis Navickas             |
| Dameneinzel  | Kati Tolmoff                           | Simone Prutsch                   | Solenn Pasturel               |
| Dameneinzel  | Kati Tolmoff                           | Simone Prutsch                   | Kai-Riin Saluste              |
| Herrendoppel | Benoît Azzopard Baptiste Carême        | Petri Hyyryläinen Iwo Zakowski   | Joe Morgan James Phillips     |
| Herrendoppel | Benoît Azzopard Baptiste Carême        | Petri Hyyryläinen Iwo Zakowski   | Indrek Küüts Meelis Maiste    |
| Damendoppel  | Piret Hamer Helen Reino                | Elina Väisänen Noora Virta       | Bing Huang Ruth Kilkenny      |
| Damendoppel  | Piret Hamer Helen Reino                | Elina Väisänen Noora Virta       | Julie Delaune Lea Pailloncy   |
| Mixed        | Jean-Michel Lefort Akvilė Stapušaitytė | Petri Hyyryläinen Elina Väisänen | Alexej Kuplinov Ana Linnamägi |
| Mixed        | Jean-Michel Lefort Akvilė Stapušaitytė | Petri Hyyryläinen Elina Väisänen | Bing Huang Donal O’Halloran   |

## Finalergebnisse
| Disziplin    | Sieger                                 | Finalist                         | Ergebnis         |
| ------------ | -------------------------------------- | -------------------------------- | ---------------- |
| Herreneinzel | Jean-Michel Lefort                     | Kristian Midtgaard               | 15-8 15-6        |
| Dameneinzel  | Kati Tolmoff                           | Simone Prutsch                   | 11-6 11-3        |
| Herrendoppel | Benoît Azzopard Baptiste Carême        | Petri Hyyryläinen Iwo Zakowski   | 6-15 15-12 17-15 |
| Damendoppel  | Piret Hamer Helen Reino                | Noora Virta Elina Väisänen       | 15-8 15-0        |
| Mixed        | Jean-Michel Lefort Akvilė Stapušaitytė | Petri Hyyryläinen Elina Väisänen | 15-6 17-14       |

## Ergebnisse

### Herreneinzel
- Vahur Lukin –  Rauno Tahvonen: 15-3 / 15-3
- Kristo Kivisaar –  Martin Aidnik: 15-2 / 15-5
- Kaarel Kohler –  Aivar Angelstok: 15-11 / 15-13
- Meelis Maiste –  Mihkel Mae: 15-5 / 15-7
- Andrew Stewart –  Madis Reppo: 15-9 / 15-2
- Andres Aru –  Iiro Kokko: 15-11 / 15-10
- Yoann Turlan –  Gabriel Kunka: w.o.
- Maxime Renault –  Igor Falsunov: 15-2 / 15-4
- Benoit Azzopard –  Ingmar Seidelberg: 15-6 / 15-4
- Nikolaj Ukk –  Raul Käsner: 15-5 / 15-0
- Simon Maunoury –  James Phillips: 15-11 / 15-12
- Antti Koljonen –  Vahur Lukin: 15-3 / 15-4
- Kristian Midtgaard –  Valeriy Atrashchenkov: w.o.
- Alexander Sim –  Kristo Kivisaar: 15-2 / 15-5
- Petri Hyyryläinen –  Shai Geffen: 15-11 / 15-13
- Jon Lindholm –  Kaarel Kohler: 15-5 / 15-3
- Tauno Tooming –  Cedric Grosjean: 15-8 / 15-6
- Meelis Maiste –  Andrew Stewart: 11-15 / 15-6 / 15-6
- Yoann Turlan –  Andres Aru: 5-15 / 15-12 / 15-5
- Raul Must –  Alexej Kuplinov: 15-3 / 15-11
- Rainer Kaljumae –  Maxime Renault: w.o.
- Jean-Michel Lefort –  Leslie Dewart: 15-4 / 17-14
- Simon Knutsson –  Benoit Azzopard: 15-3 / 15-2
- Joe Morgan –  Margus Metskula: 15-2 / 15-3
- Nikolaj Ukk –  Iwo Zakowski: 17-14 / 15-3
- Kęstutis Navickas –  Gil Martins: 15-4 / 15-0
- Antti Koljonen –  Simon Maunoury: 15-11 / 13-15 / 15-9
- Kristian Midtgaard –  Alexander Sim: 15-3 / 15-3
- Petri Hyyryläinen –  Jon Lindholm: 15-8 / 15-4
- Tauno Tooming –  Meelis Maiste: 15-6 / 15-2
- Raul Must –  Yoann Turlan: 15-11 / 15-6
- Jean-Michel Lefort –  Rainer Kaljumae: 17-14 / 15-4
- Simon Knutsson –  Joe Morgan: 15-2 / 15-1
- Kęstutis Navickas –  Nikolaj Ukk: 15-4 / 15-8
- Kristian Midtgaard –  Antti Koljonen: 15-7 / 17-14
- Petri Hyyryläinen –  Tauno Tooming: 15-11 / 15-1
- Jean-Michel Lefort –  Raul Must: 15-7 / 15-9
- Kęstutis Navickas –  Simon Knutsson: 15-6 / 15-9
- Kristian Midtgaard –  Petri Hyyryläinen: 6-15 / 15-12 / 15-6
- Jean-Michel Lefort –  Kęstutis Navickas: 7-15 / 15-9 / 15-0
- Jean-Michel Lefort –  Kristian Midtgaard: 15-8 / 15-6

### Dameneinzel
- Lea Pailloncy –  Jenny Sjolund: 8-11 / 11-8 / 11-7
- Ruth Kilkenny –  Karoliine Hõim: 11-2 / 9-11 / 13-10
- Elina Väisänen –  Dona Scott: 11-0 / 11-1
- Kai-Riin Saluste –  Merja Pallonen: 11-4 / 11-2
- Sandra Kamilova –  Kerli Tammeveski: 11-1 / 11-3
- Noora Virta –  Esta Uudekull: 11-1 / 11-2
- Ana Linnamägi –  Madli Rohtla: 11-1 / 11-0
- Gertu Soerunurk –  Elena Prus: w.o.
- Kati Tolmoff –  Lea Pailloncy: 11-5 / 11-3
- Ruth Kilkenny –  Rasa Šulnienė: 11-5 / 11-4
- Elina Väisänen –  Clare Flood: 11-7 / 11-5
- Kai-Riin Saluste –  Helen Reino: 11-9 / 9-11 / 11-5
- Akvilė Stapušaitytė –  Sandra Kamilova: w.o.
- Solenn Pasturel –  Noora Virta: 11-1 / 11-8
- Piret Hamer –  Ana Linnamägi: 11-3 / 11-3
- Simone Prutsch –  Gertu Soerunurk: 11-0 / 11-0
- Kati Tolmoff –  Ruth Kilkenny: 11-4 / 11-2
- Kai-Riin Saluste –  Elina Väisänen: w.o.
- Solenn Pasturel –  Akvilė Stapušaitytė: 11-8 / 11-3
- Simone Prutsch –  Piret Hamer: 11-6 / 13-10
- Kati Tolmoff –  Kai-Riin Saluste: 11-2 / 11-5
- Simone Prutsch –  Solenn Pasturel: 11-6 / 11-6
- Kati Tolmoff –  Simone Prutsch: 11-6 / 11-3

### Herrendoppel
- Mihail Popov /  Svetoslav Stoyanov –  Rainer Kaljumae /  Ingmar Seidelberg: w.o.
- Benoit Azzopard /  Baptiste Carême –  Konstantin Sarapultsev /  Nikolaj Ukk: 15-9 / 15-3
- Kristo Kasela /  Ants Mängel –  Kaarel Kohler /  Mihkel Mae: 15-5 / 15-1
- Andres Aru /  Heiki Sorge –  Vahur Lukin /  Gil Martins: 17-15 / 15-7
- Petri Hyyryläinen /  Iwo Zakowski –  Leslie Dewart /  Donal O’Halloran: 15-11 / 15-12
- Maxime Renault /  Yoann Turlan –  Aigar Tonus /  Tauno Tooming: 5-15 / 15-5 / 15-3
- Joe Morgan /  James Phillips –  Mihail Popov /  Svetoslav Stoyanov: w.o.
- Benoit Azzopard /  Baptiste Carême –  Kristo Kasela /  Ants Mängel: 15-7 / 15-7
- Petri Hyyryläinen /  Iwo Zakowski –  Andres Aru /  Heiki Sorge: 15-4 / 15-4
- Indrek Küüts /  Meelis Maiste –  Maxime Renault /  Yoann Turlan: 15-4 / 15-13
- Benoit Azzopard /  Baptiste Carême –  Joe Morgan /  James Phillips: 5-15 / 15-13 / 15-4
- Petri Hyyryläinen /  Iwo Zakowski –  Indrek Küüts /  Meelis Maiste: 15-12 / 15-7
- Benoit Azzopard /  Baptiste Carême –  Petri Hyyryläinen /  Iwo Zakowski: 6-15 / 15-12 / 17-15

### Damendoppel
- Clare Flood /  Dona Scott –  Gertu Soerunurk /  Kerli Tammeveski: 15-2 / 15-0
- Akvilė Stapušaitytė /  Rasa Šulnienė –  Kulli Iste /  Katrin Vilkmann: 15-13 / 16-17 / 15-13
- Piret Hamer /  Helen Reino –  Merja Pallonen /  Jenny Sjolund: 15-11 / 15-5
- Julie Delaune /  Lea Pailloncy –  Clare Flood /  Dona Scott: 15-10 / 15-8
- Bing Huang /  Ruth Kilkenny –  Akvilė Stapušaitytė /  Rasa Šulnienė: 15-3 / 15-3
- Elina Väisänen /  Noora Virta –  Ana Linnamägi /  Kai-Riin Saluste: 15-3 / 17-15
- Piret Hamer /  Helen Reino –  Julie Delaune /  Lea Pailloncy: 15-12 / 15-10
- Elina Väisänen /  Noora Virta –  Bing Huang /  Ruth Kilkenny: 15-12 / 17-16
- Piret Hamer /  Helen Reino –  Elina Väisänen /  Noora Virta: 15-8 / 15-0

### Mixed
- Donal O’Halloran /  Bing Huang –  Konstantin Sarapultsev /  Kulli Iste: 15-2 / 15-4
- Benoit Azzopard /  Lea Pailloncy –  Iwo Zakowski /  Noora Virta: 15-5 / 10-15 / 15-9
- Alexej Kuplinov /  Ana Linnamägi –  Shai Geffen /  Ruth Kilkenny: 15-12 / 15-11
- Jean-Michel Lefort /  Akvilė Stapušaitytė –  Andrew Stewart /  Dona Scott: 15-6 / 15-11
- Sami Parikka /  Merja Pallonen –  Kristo Kasela /  Sandra Kamilova: w.o.
- Donal O’Halloran /  Bing Huang –  Vahur Lukin /  Kai-Riin Saluste: 15-2 / 15-5
- Baptiste Carême /  Julie Delaune –  Indrek Küüts /  Kati Tolmoff: 15-2 / 15-4
- Petri Hyyryläinen /  Elina Väisänen –  Ants Mängel /  Karoliine Hõim: 15-12 / 9-15 / 15-9
- Cedric Grosjean /  Rasa Šulnienė –  Valeriy Atrashchenkov /  Elena Prus: w.o.
- Alexej Kuplinov /  Ana Linnamägi –  Benoit Azzopard /  Lea Pailloncy: 15-6 / 15-7
- Jean-Michel Lefort /  Akvilė Stapušaitytė –  Sami Parikka /  Merja Pallonen: 15-7 / 15-2
- Donal O’Halloran /  Bing Huang –  Baptiste Carême /  Julie Delaune: 15-1 / 15-8
- Petri Hyyryläinen /  Elina Väisänen –  Cedric Grosjean /  Rasa Šulnienė: 15-5 / 15-4
- Jean-Michel Lefort /  Akvilė Stapušaitytė –  Alexej Kuplinov /  Ana Linnamägi: 17-14 / 15-5
- Petri Hyyryläinen /  Elina Väisänen –  Donal O’Halloran /  Bing Huang: 6-15 / 15-3 / 15-10
- Jean-Michel Lefort /  Akvilė Stapušaitytė –  Petri Hyyryläinen /  Elina Väisänen: 15-6 / 17-14